# Románico de Cantabria

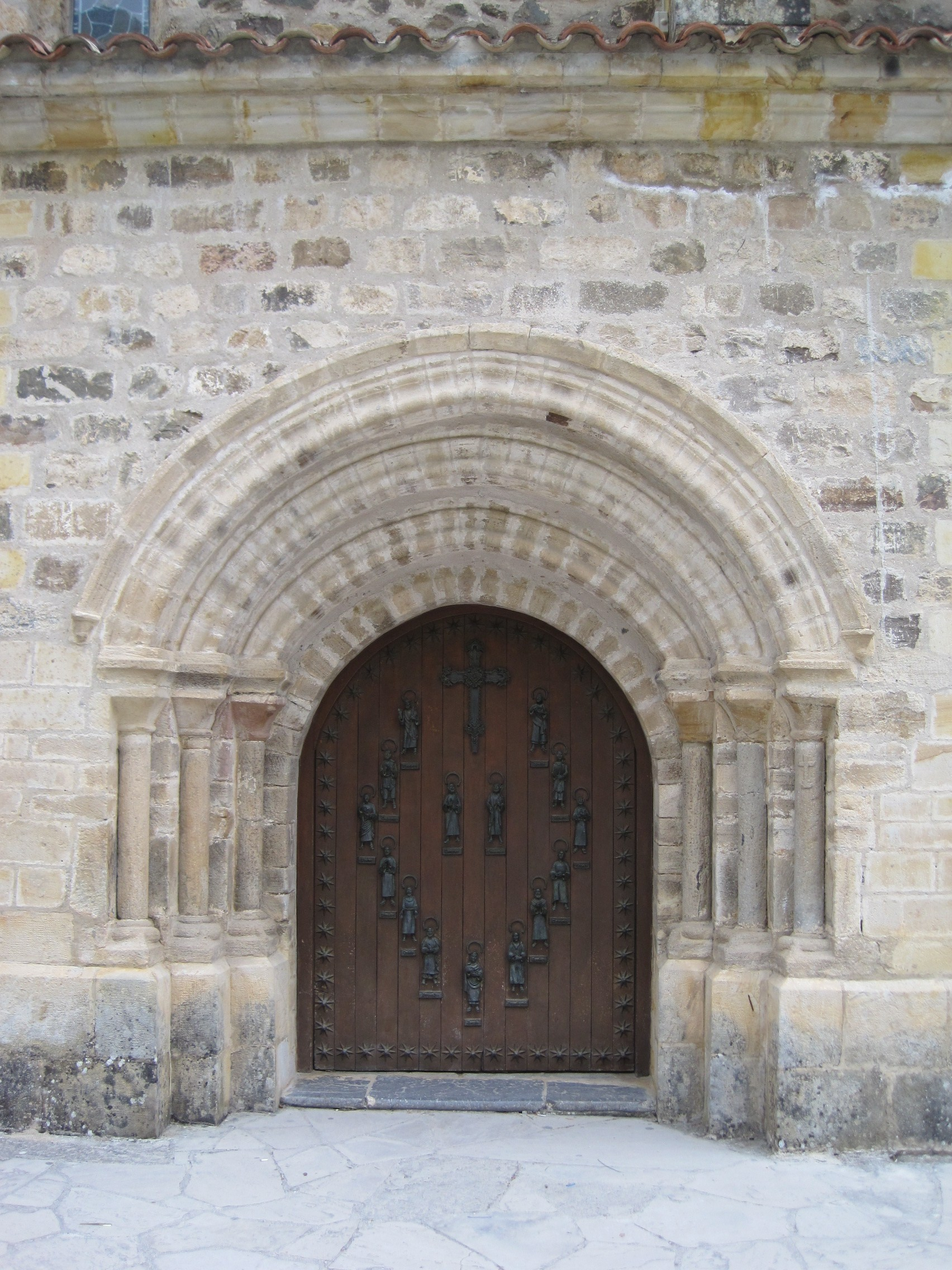
Puerta del Perdón del monasterio de Santo Toribio de Liébana

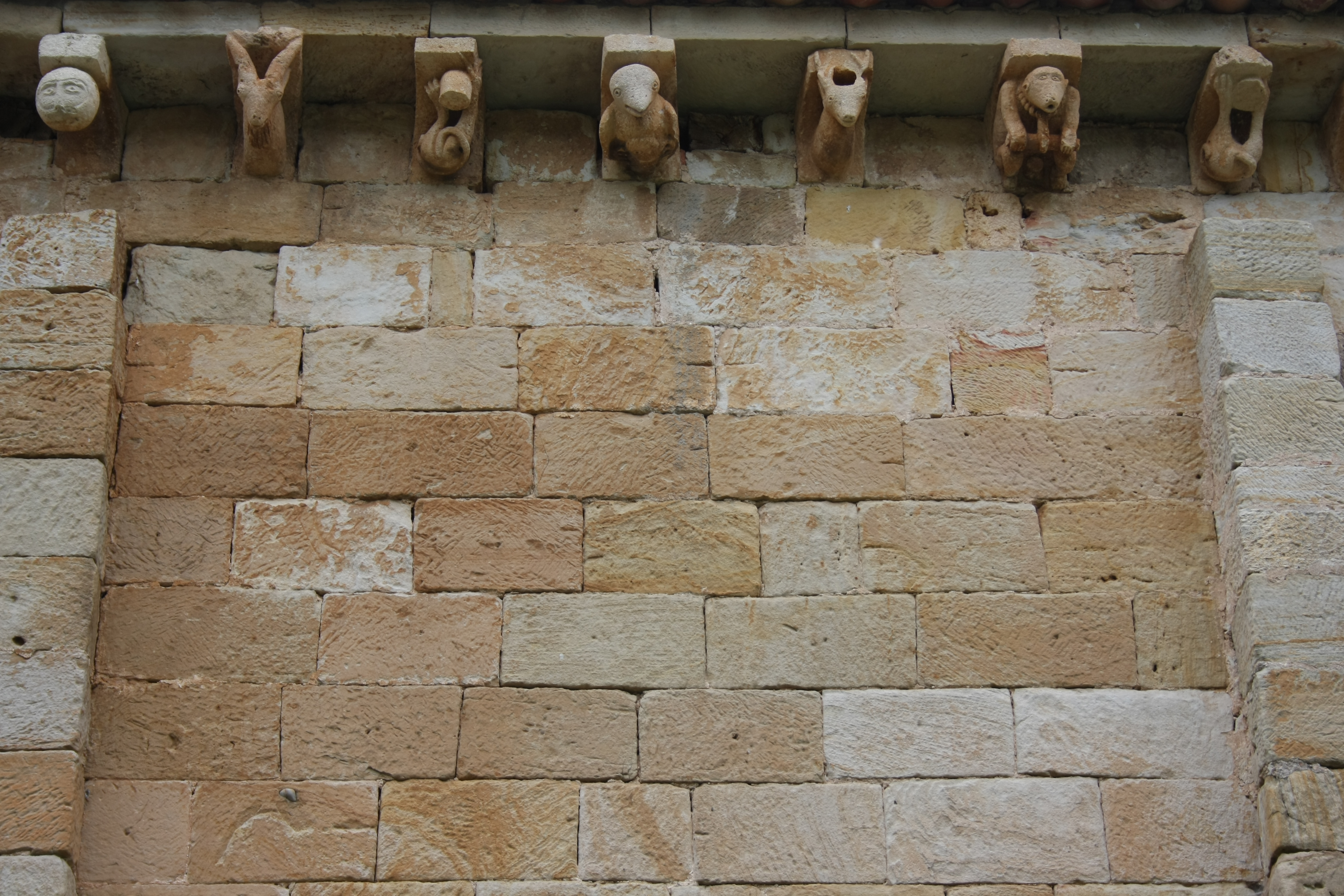
Canecillos en la colegiata de San Martín de Elines

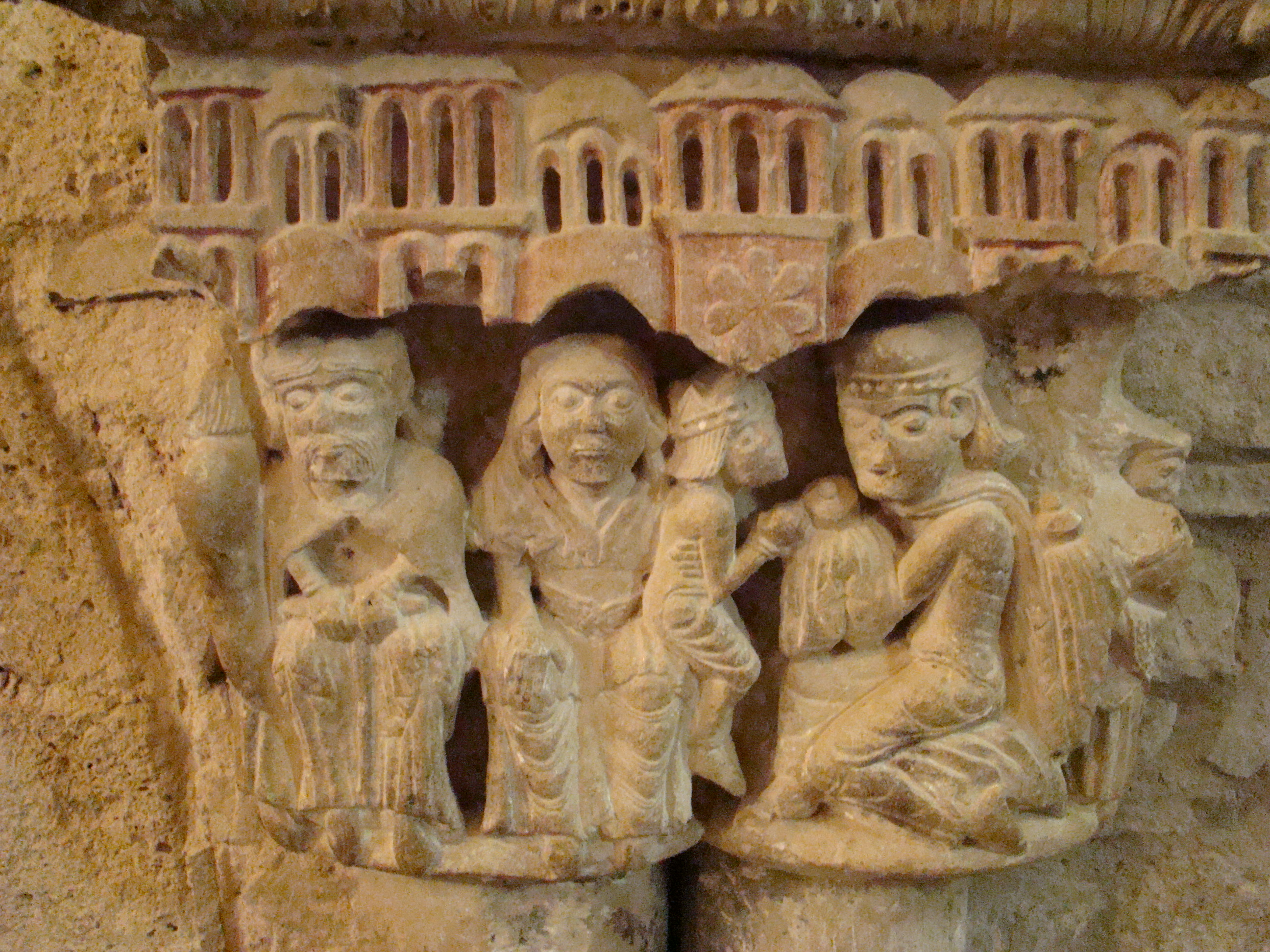
Capitel historiado con la adoración de los Reyes en la iglesia de Santa María (Piasca)

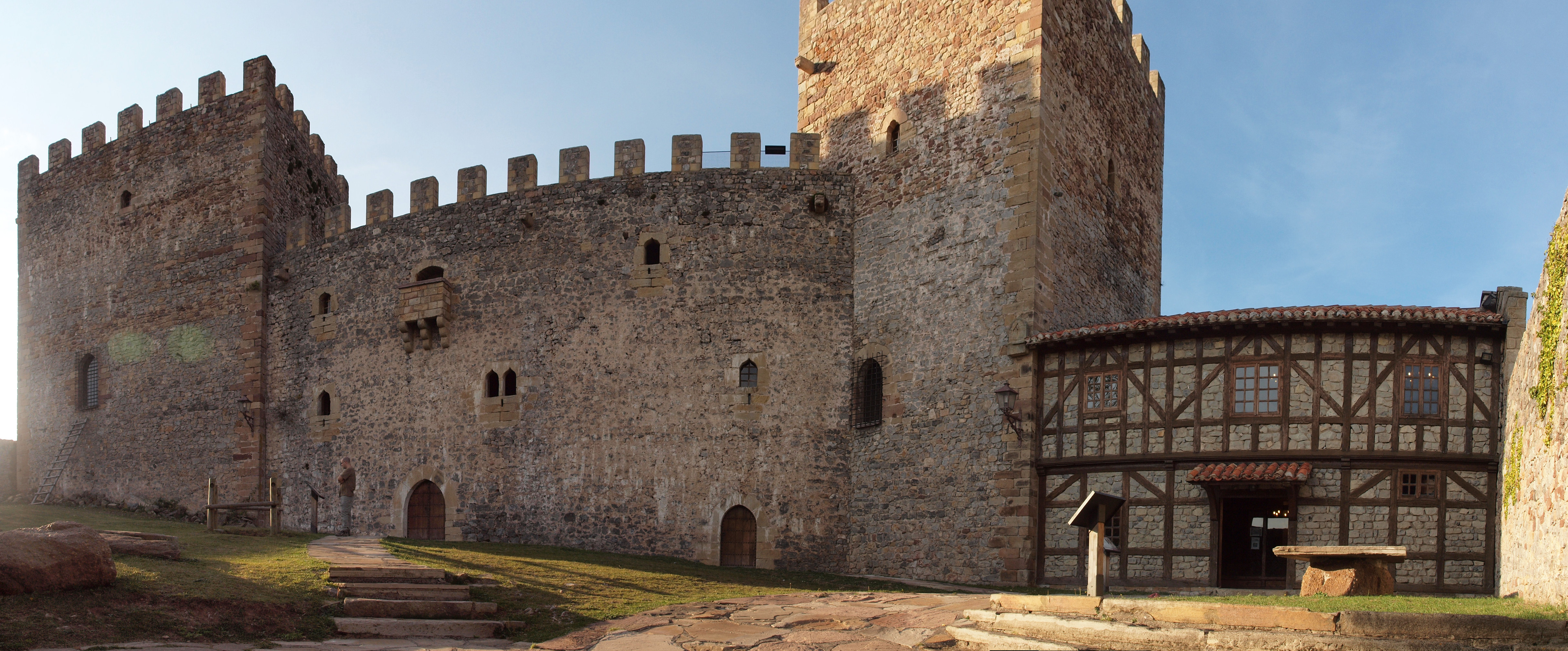
Castillo de Argüeso

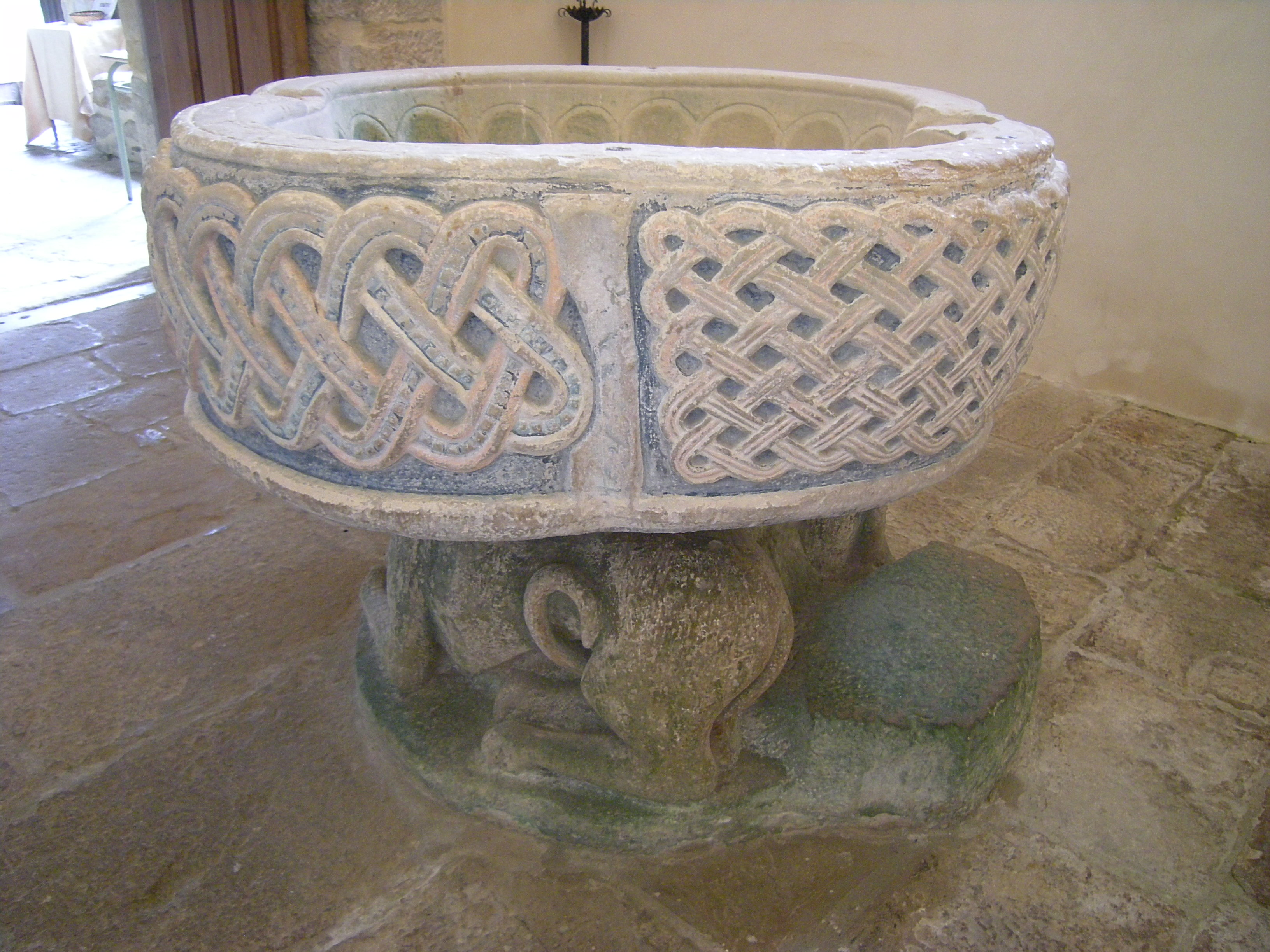
Pila bautismal de la iglesia de Santa María (Bareyo)

Románico de Cantabria o románico cántabro son distintas denominaciones bibliográficas para una subdivisión del arte románico en un territorio cuya homogeneidad geográfica, histórica y cultural ha permitido identificar rasgos estilísticos propios, aunque sean en gran medida coincidentes con los del románico castellano o los del románico asturiano. Territorialmente coincide con la actual comunidad autónoma de Cantabria, que en la época (siglos XI y XII) formaba parte de la entidad política primero llamada condado y luego reino de Castilla, y que durante el Antiguo Régimen recibió también otras denominaciones como Asturias de Santillana o La Montaña.
Para algunas fuentes, el románico de la zona, frente al de otras, se caracteriza por su «pobreza» y lo «modesto» de sus obradores, lo cual se refleja en la imaginería, representada únicamente por un corto número de imágenes de Jesús crucificado y de la Virgen, ya del siglo XIII».
En ausencia de una diócesis propia (pertenecía a la diócesis de Burgos), las principales entidades eclesiásticas eran los monasterios (Santa María de Puerto de Santoña o Santo Toribio de Liébana) y las colegiatas: abadía de los Cuerpos Santos (transformada posteriormente en colegiata y por último en la actual catedral de Santander), colegiata de San Martín de Elines, colegiata de Cervatos, colegiata de Santillana del Mar y colegiata de Castañeda. «Las cinco colegiatas de Cantabria son netamente diferentes entre sí, a pesar de estar construidas entre el último tercio del siglo XI y mediados del XII». «Ambas colegiatas tienen sus valores propios que atribuyen a una u otra la supremacía del arte románico en la provincia de Santander. Santillana aventaja en su elegancia interior... en Castañeda hay más robustez». Por todo el territorio, tanto en el periodo del románico pleno como en el del tardorrománico del siglo XIII, se levantaron iglesias concejiles de fuerte personalidad y notable calidad en su cantería (sillares, arcos, talla de los capiteles y decoración escultórica), con distintas características según las zonas (valle de Campoo, Valderredible, Valdeolea, Liébana, Besaya, Valles Pasiegos, costa, etc.).

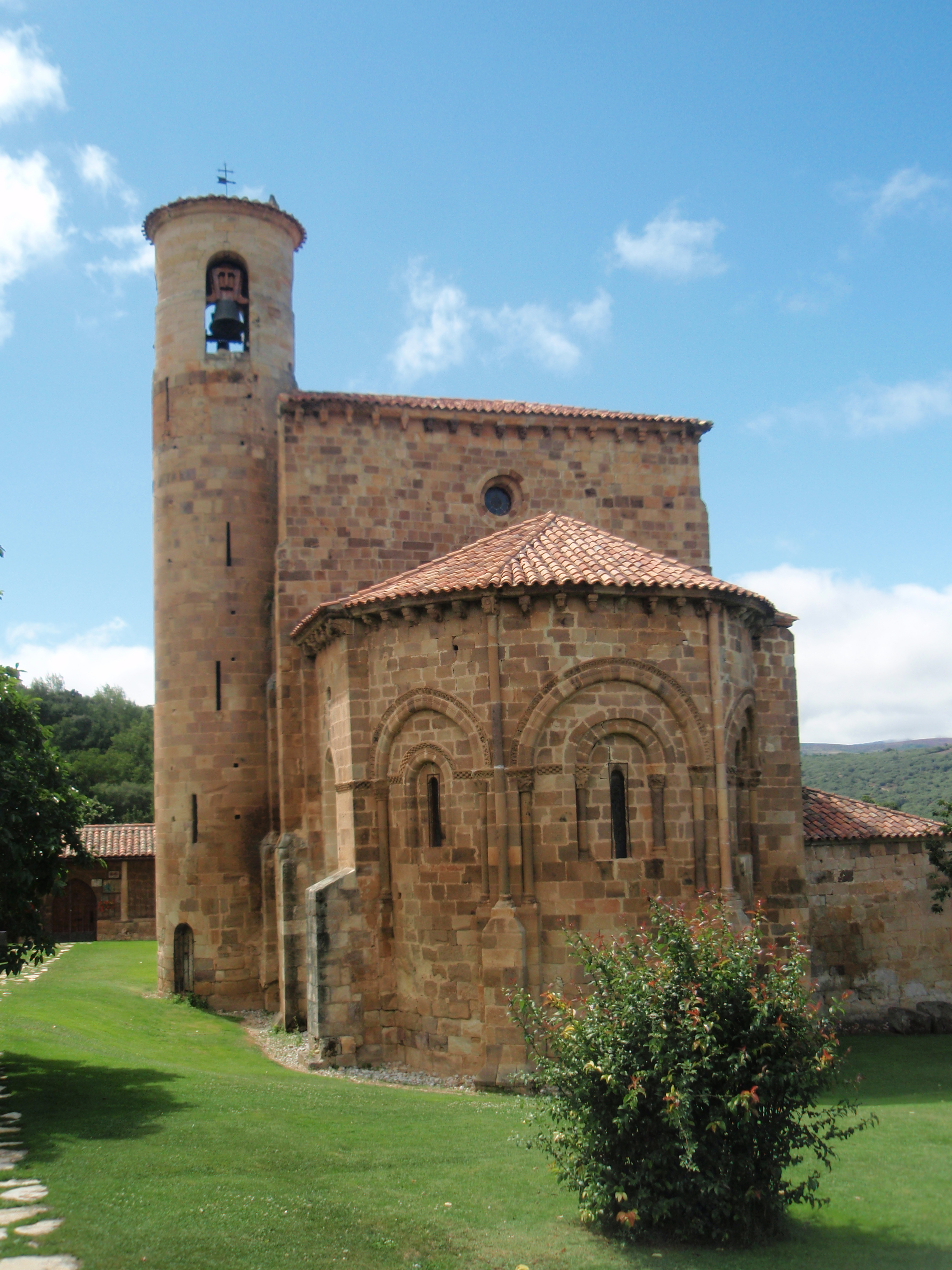
San Martín de Elines
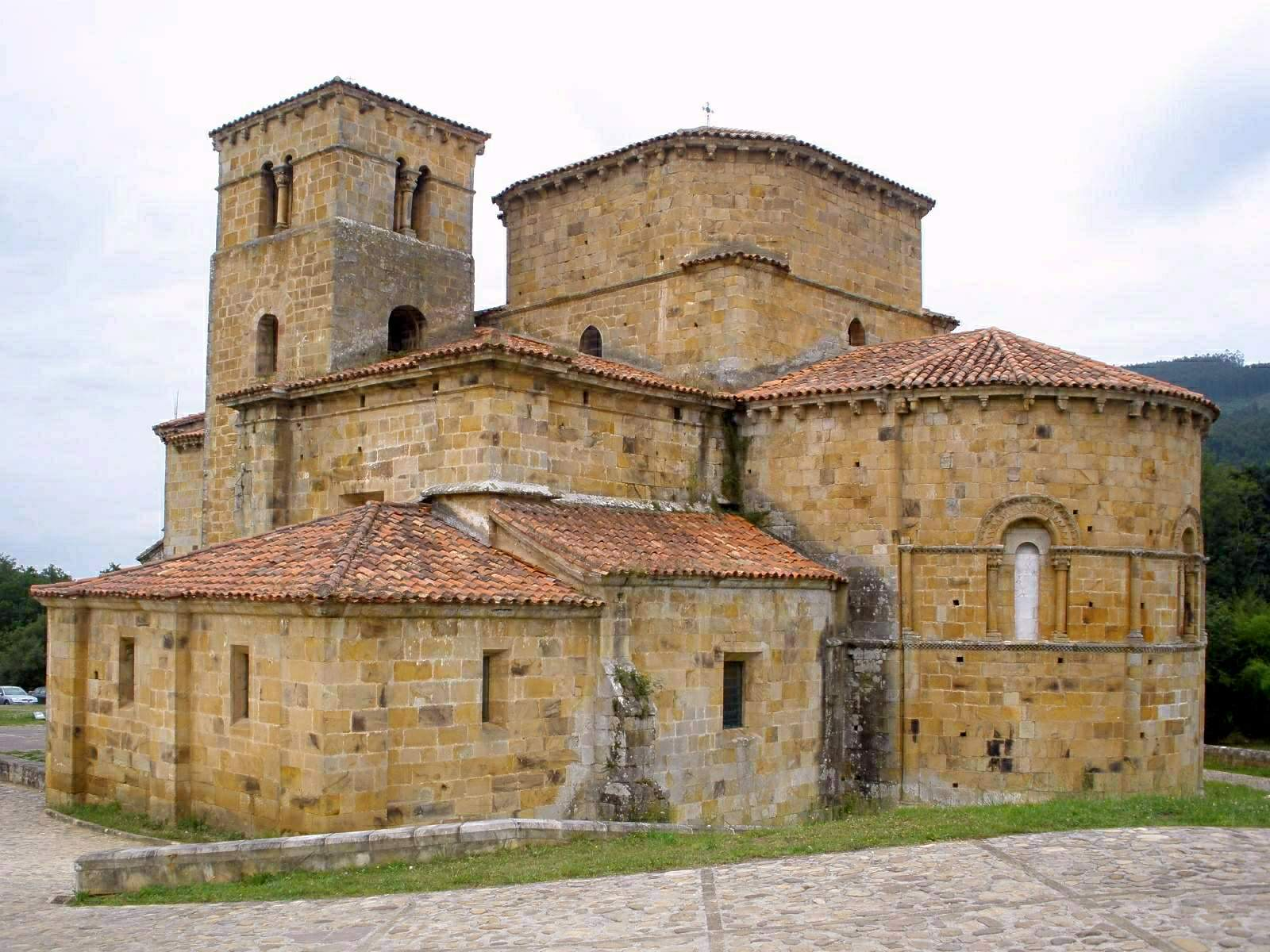
Santa Cruz de Castañeda
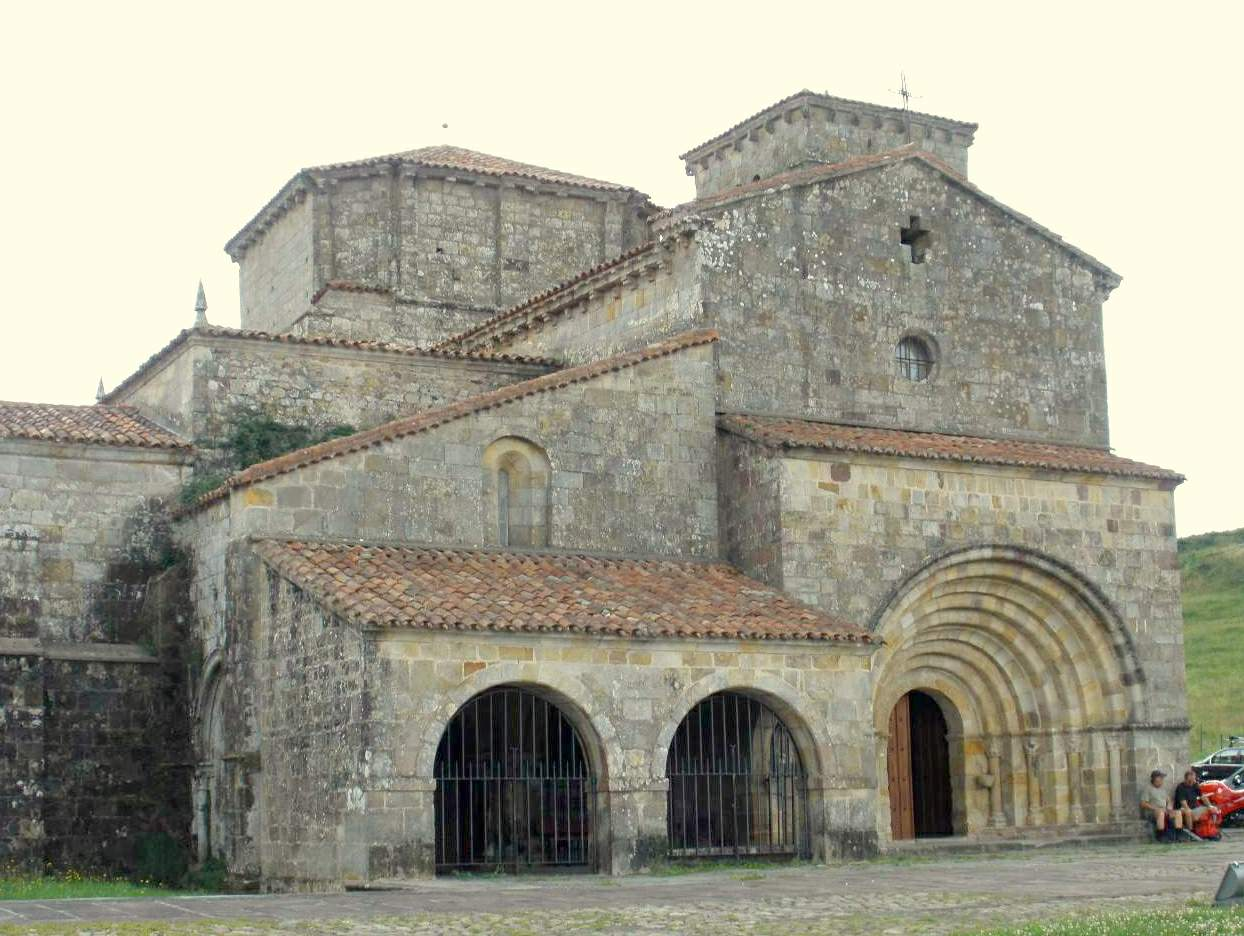
Ídem
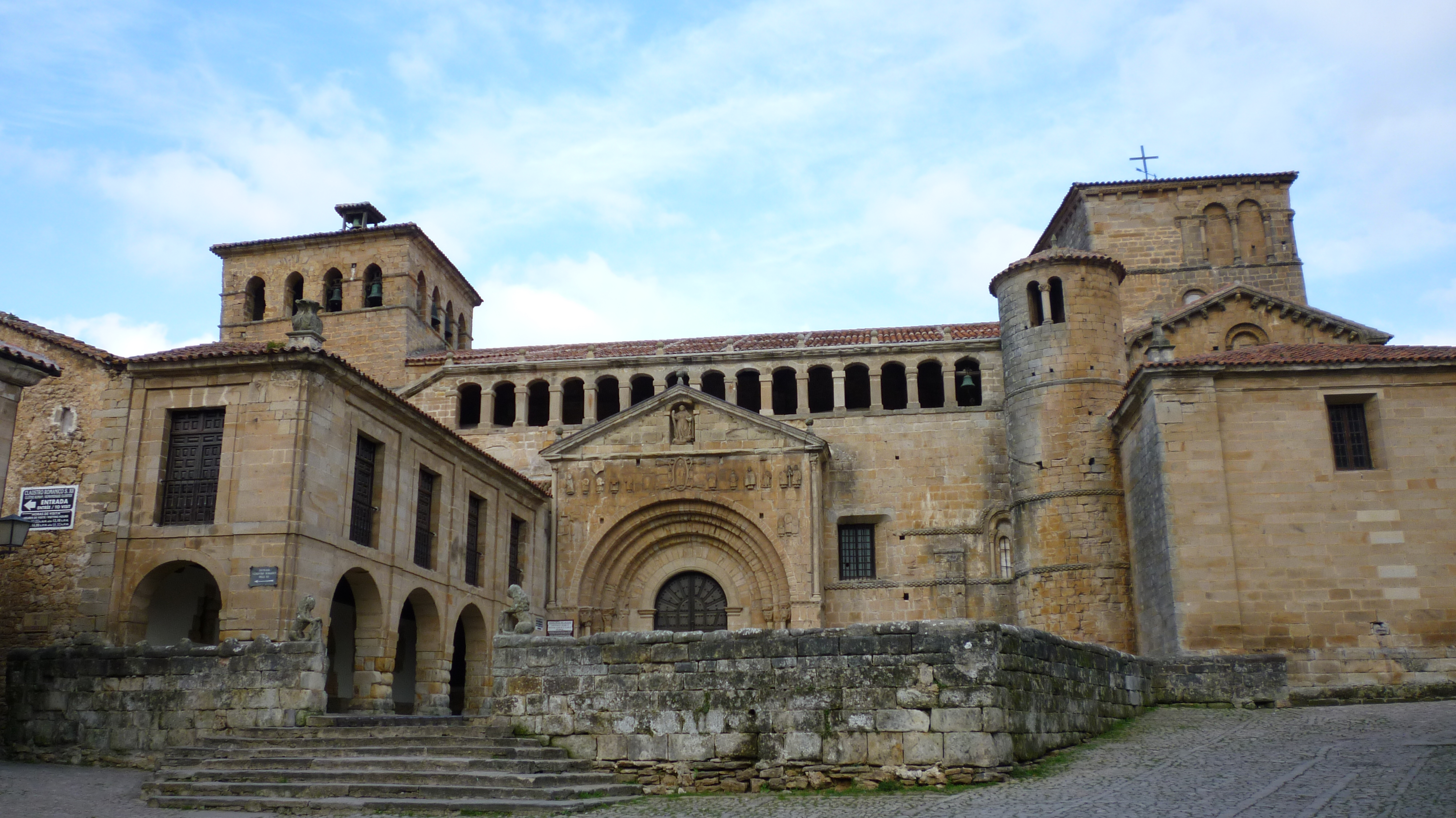
Santa Juliana de Santillana del Mar
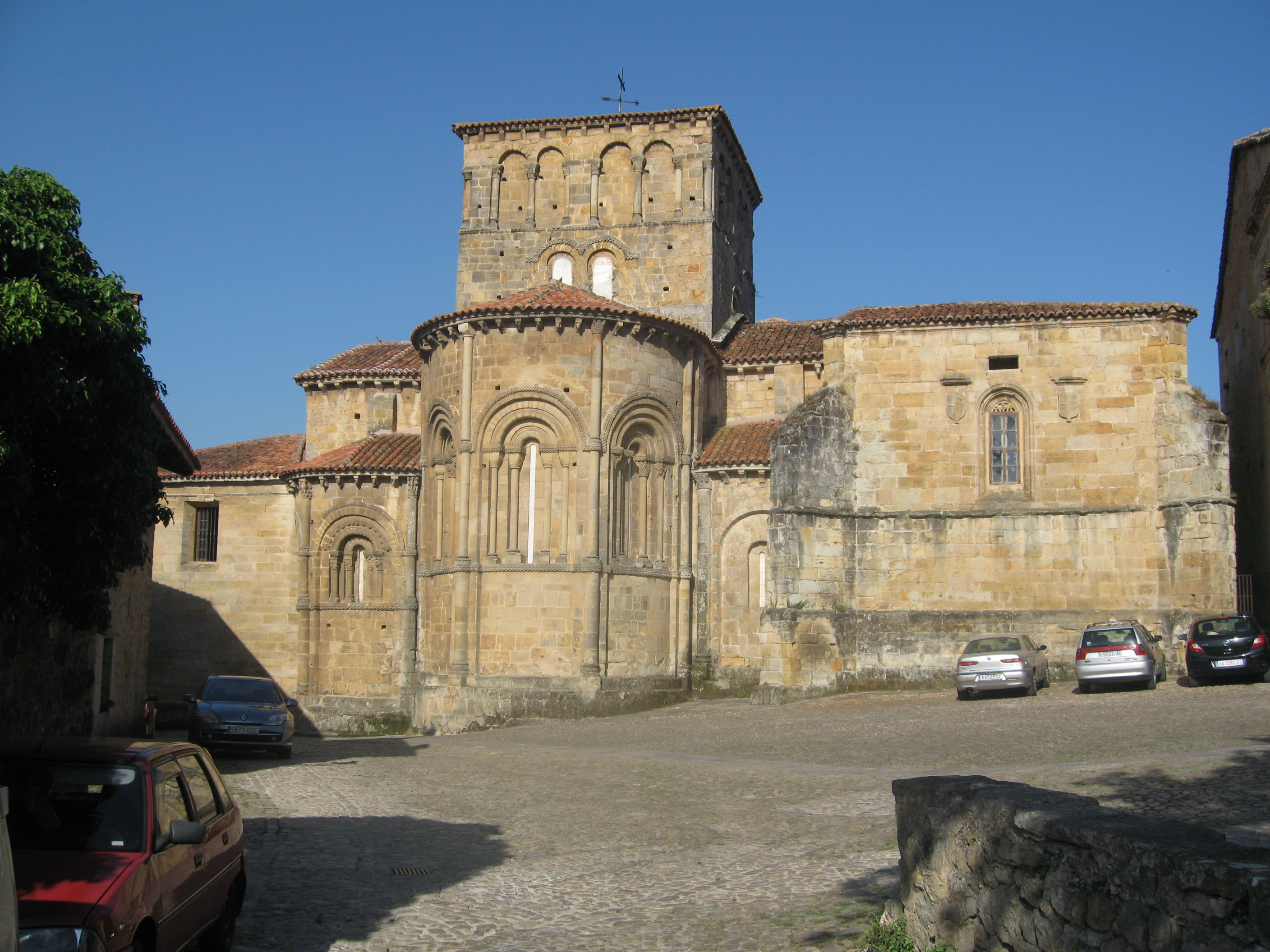
Ídem
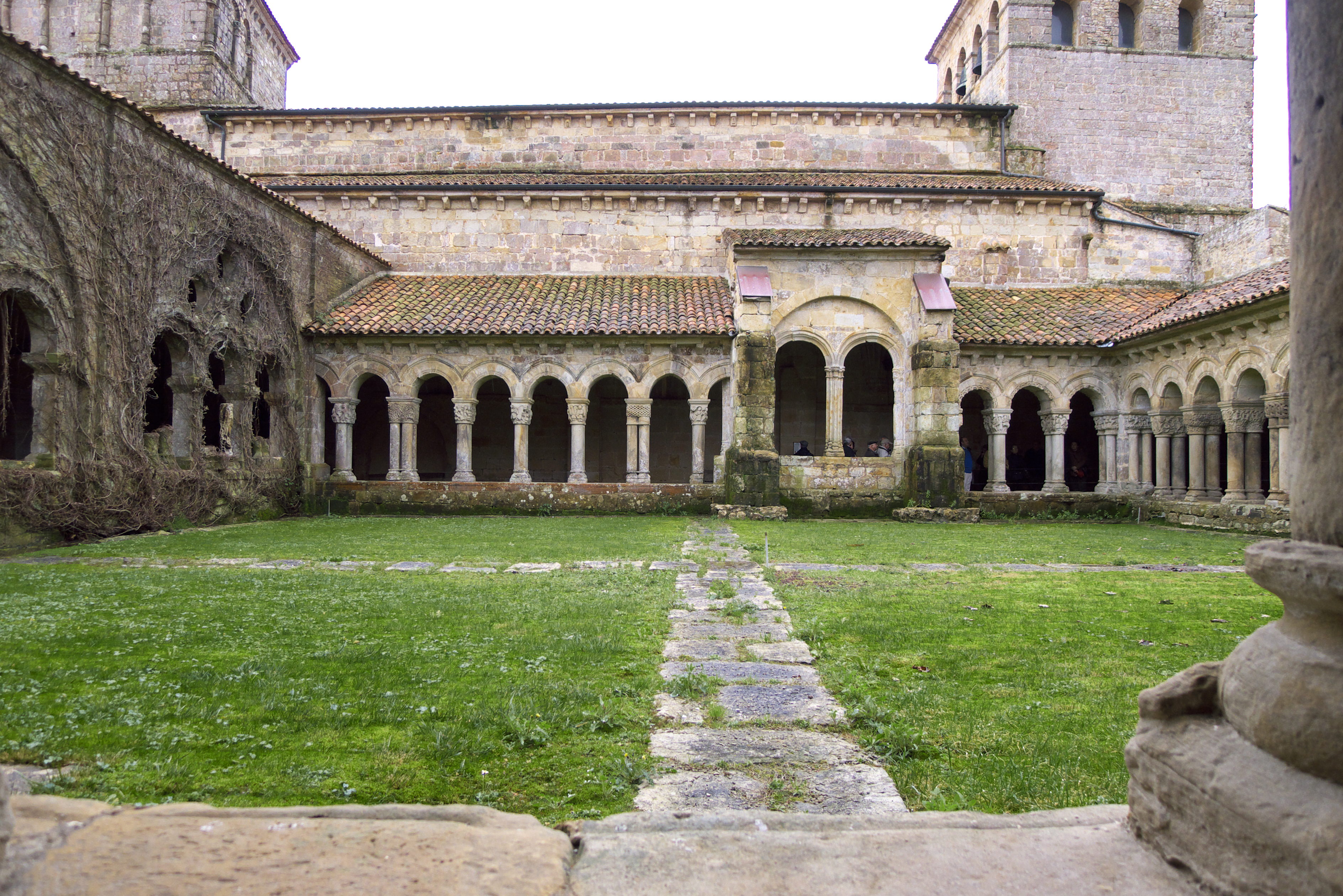
Ídem
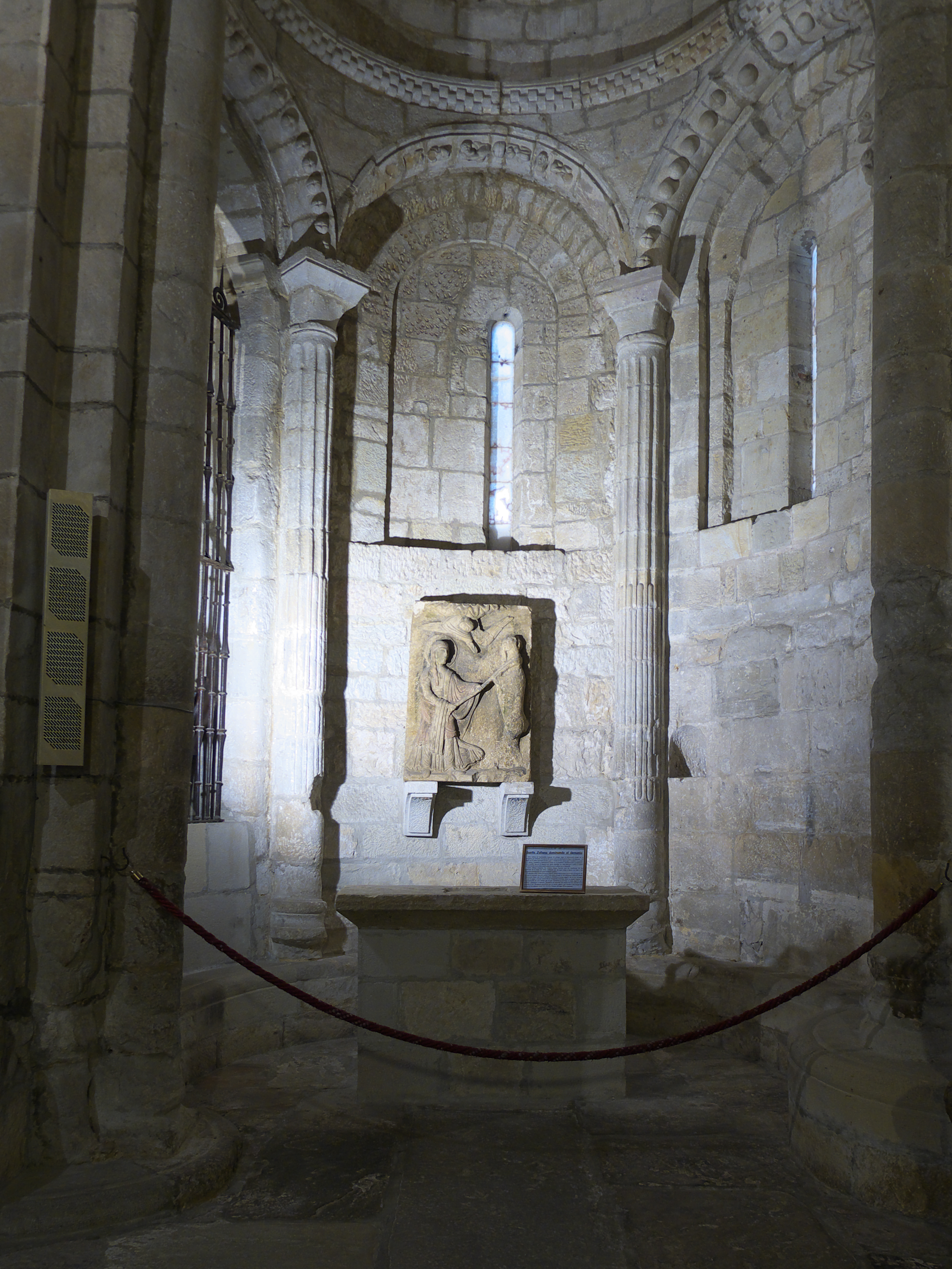
Ídem
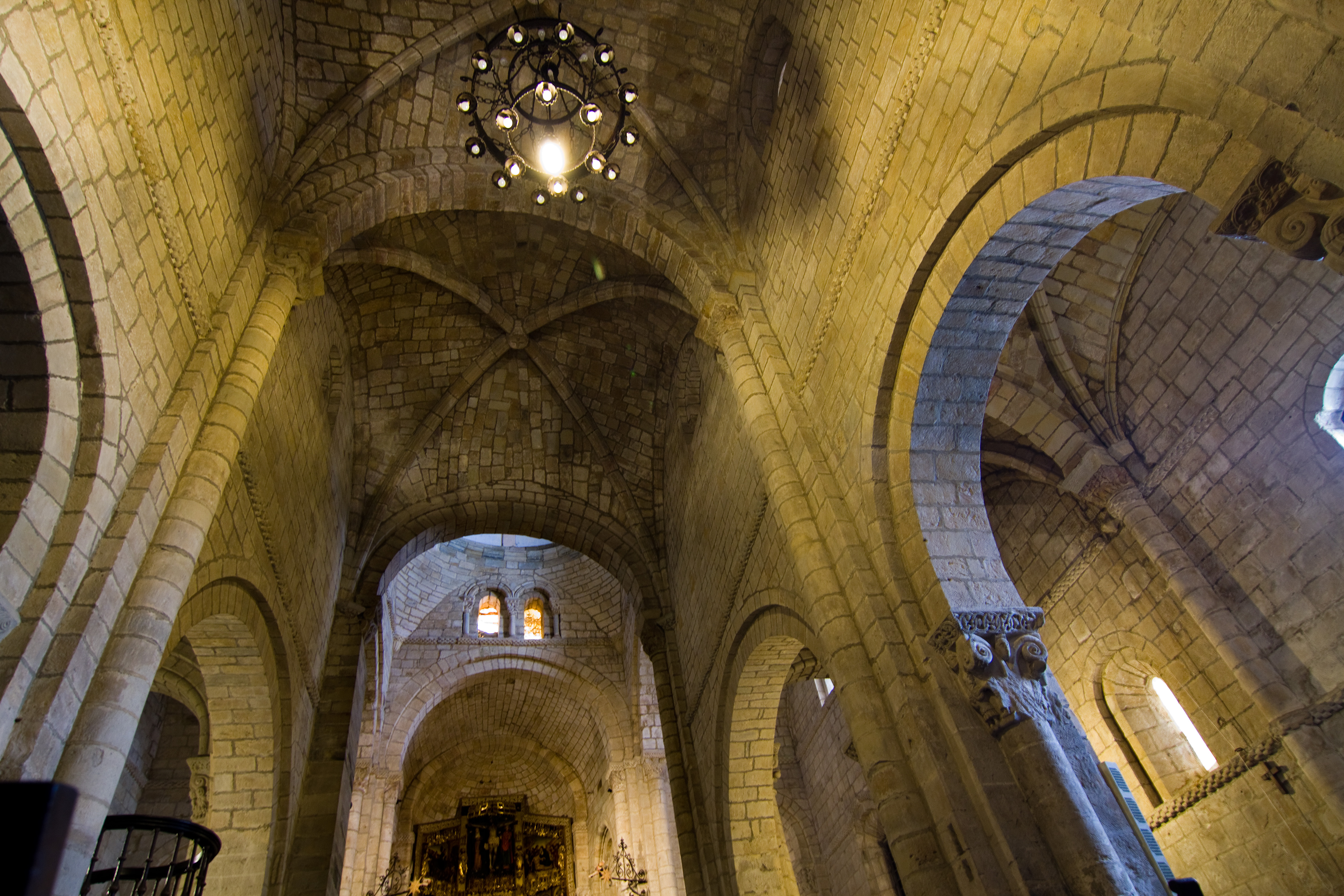
Ídem
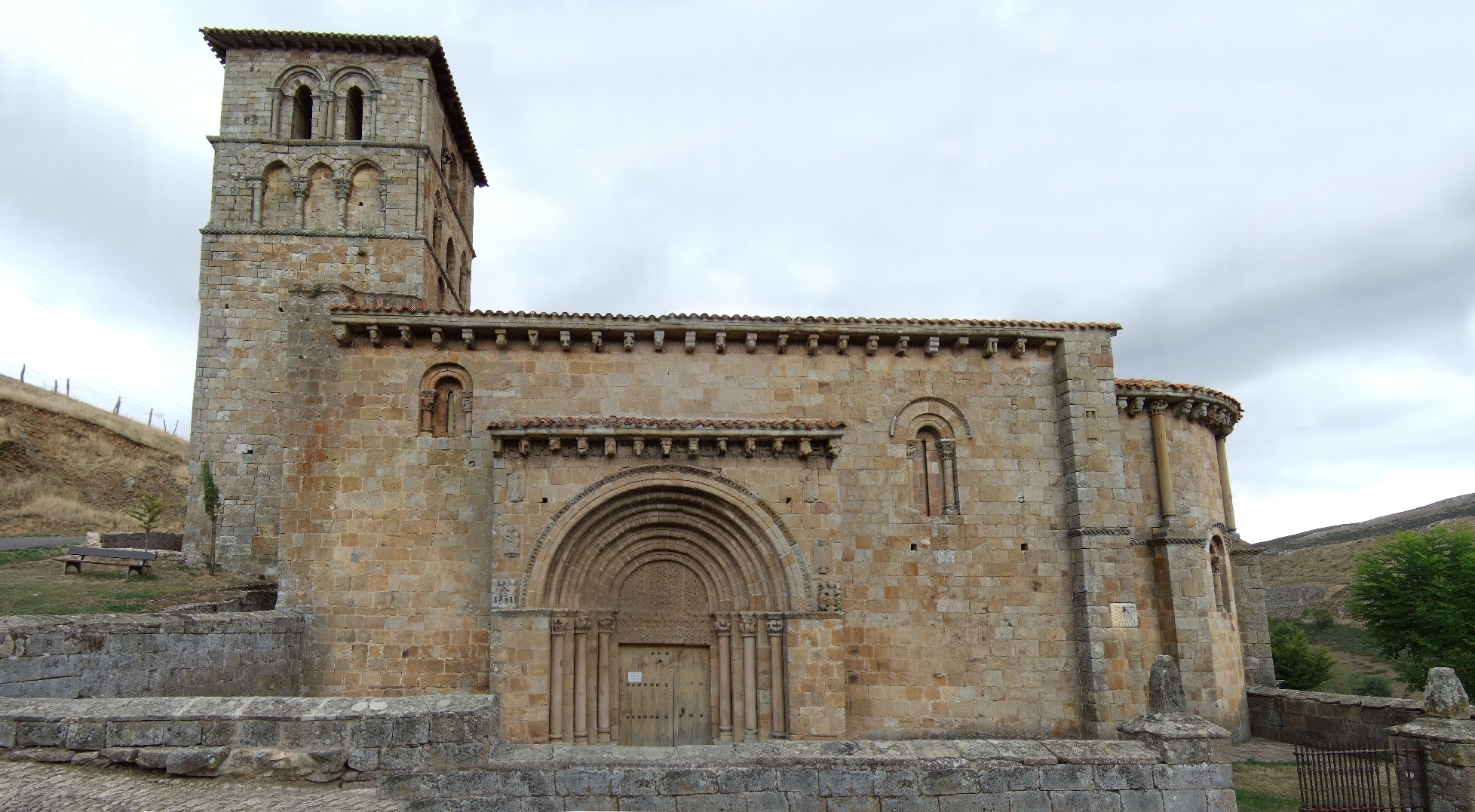
Cervatos

Hasta tiempos relativamente avanzados, los estudios sobre la zona eran escasos. Todavía en 1975, el historiador del arte Juan José Martín González indicaba esa carencia, a excepción de la obra del principal erudito local: «No existe monografía de conjunto sobre el románico en la provincia de Santander. En la guía de José Simón Cabarga (Santander y su provincia, 1965) falta la bibliografía». Desde finales del siglo XX y en el siglo XXI, esas carencias se han ido compensando con la iniciativa de investigadores como Miguel Ángel García Guinea, y el desarrollo de proyectos como el Centro de Interpretación del Románico en Cantabria en la iglesia de Santa María la Mayor (Villacantid) o el denominado País Románico.